# Cúp FA 2016–17
Cúp FA 2016–17 (còn được gọi FA Challenge Cup) là giải đấu bóng đá lần thứ 136 được tổ chức của giải đấu được công nhận là lâu đời nhất thế giới. Được tài trợ bởi Emirates nên được mang tên chính thức Emirates FA Cup. 736 câu lạc bộ được chấp thuận và sẽ thi đấu từ vòng tiền sơ loại ngày 6 tháng 8 năm 2016, và kết thúc với trận chung kết vào tháng 5 năm 2017. Đội vô địch sẽ giành quyền vào vòng bảng UEFA Europa League 2017–18.
Đội bóng từ Premier League Manchester United là đương kim vô địch.
Đây sẽ là lần đầu tiên tại Cúp FA các trận tứ kết sẽ kết thúc trong ngày tức là sẽ không có đá lại nếu có tỉ số hòa.

## Các đội
| Vòng      | Số CLB còn lại | Số CLB tham dự | Thắng từ vòng trước | CLB tham dự từ vòng này | Giải đấu tham dự từ vòng này                |
| --------- | -------------- | -------------- | ------------------- | ----------------------- | ------------------------------------------- |
| Vòng một  | 124            | 80             | 32                  | 48                      | Football League One Football League Two     |
| Vòng hai  | 84             | 40             | 40                  | không                   | không                                       |
| Vòng ba   | 64             | 64             | 20                  | 44                      | Premier League Football League Championship |
| Vòng bốn  | 32             | 32             | 32                  | không                   | không                                       |
| Vòng năm  | 16             | 16             | 16                  | không                   | không                                       |
| Tứ kết    | 8              | 8              | 8                   | không                   | không                                       |
| Bán kết   | 4              | 4              | 4                   | không                   | không                                       |
| Chung kết | 2              | 2              | 2                   | không                   | không                                       |

## Quỹ thưởng
| Vòng                         | Số CLB nhận thưởng | Tiền thưởng cho mỗi CLB |
| ---------------------------- | ------------------ | ----------------------- |
| Đội thắng Vòng tiền sơ loại  | 184                | £1,500                  |
| Đội thắng Vòng sơ loại       | 160                | £1,925                  |
| Đội thắng Vòng loại thứ nhất | 116                | £3.000                  |
| Đội thắng Vòng loại thứ hai  | 80                 | £4,500                  |
| Đội thắng Vòng loại thứ ba   | 40                 | £7,500                  |
| Đội thắng Vòng loại thứ tư   | 32                 | £12,500                 |
| Đội thắng Vòng một           | 40                 | £18.000                 |
| Đội thắng Vòng hai           | 20                 | £27.000                 |
| Đội thắng Vòng ba            | 32                 | £67,500                 |
| Đội thắng Vòng bốn           | 16                 | £90.000                 |
| Đội thắng Vòng năm           | 8                  | £180.000                |
| Đội thắng Vòng sáu           | 4                  | £360.000                |
| Thua bán kết                 | 2                  | £450.000                |
| Thắng bán kết                | 2                  | £900.000                |
| Á quân                       | 1                  | £900.000                |
| Vô địch                      | 1                  | £1.800.000              |
| Tổng                         |                    | £15.132.000             |

## Vòng và ngày bốc thăm
Lịch thi đấu như sau.
| Giai đoạn      | Vòng               | Ngày bốc thăm       | Ngày thi đấu              |
| -------------- | ------------------ | ------------------- | ------------------------- |
| Vòng loại      | Vòng tiền sơ loại  | 8 tháng 7 năm 2016  | 6 tháng 8 năm 2016        |
| Vòng loại      | Vòng sơ loại       | 8 tháng 7 năm 2016  | 20 tháng 8 năm 2016       |
| Vòng loại      | Vòng loại thứ nhất | 15 tháng 8 năm 2016 | 3 tháng 9 năm 2016        |
| Vòng loại      | Vòng loại thứ hai  | 5 tháng 9 năm 2016  | 17 tháng 9 năm 2016       |
| Vòng loại      | Vòng loại thứ ba   | 19 tháng 9 năm 2016 | 1 tháng 10 năm 2016       |
| Vòng loại      | Vòng loại thứ tư   | TBD                 | 15 tháng 10 năm 2016      |
| Giải đấu chính | Vòng một           | TBD                 | 5 tháng 11 năm 2016       |
| Giải đấu chính | Vòng hai           | TBD                 | 3 tháng 12 năm 2016       |
| Giải đấu chính | Vòng ba            | TBD                 | 7 tháng 1 năm 2017        |
| Giải đấu chính | Vòng bốn           | TBD                 | 28 tháng 1 năm 2017       |
| Giải đấu chính | Vòng năm           | TBD                 | 18 tháng 2 năm 2017       |
| Giải đấu chính | Vòng sáu           | TBD                 | 11 tháng 3 năm 2017       |
| Giải đấu chính | Bán kết            | TBD                 | 22 và 23 tháng 4 năm 2017 |
| Giải đấu chính | Chung thết         | TBD                 | 27 tháng 5 năm 2017       |

## Vòng loại
Vòng loại bắt đầu với vòng sơ loại ngày 6 tháng 8 năm 2016. Tất cả các đội không phải thành viên của Premier League hay English Football League sẽ tham dự vòng loại để có suất tham dự Vòng một. Vòng loại cuối cùng (thứ tư) sẽ diễn ra vào tuần ngày 15 tháng Mười.

## Vòng một
Bốc thăm vòng 1 diễn ra vào ngày 17 tháng 10 và được trực tiếp trên BBC Two và BT Sport. Tất cả 40 trận vòng 1 được thi đấu vào cuối tuần 5 tháng 11. 32 đội bóng tham gia từ vòng loại và 48 đội từ League One và League Two để thi đấu vòng này. Vòng đấu bao gồm 1 đội hạng 9 còn thi đấu, Westfields, đội có xếp hạng thấp nhất vòng này.
| 4 tháng 11 năm 2016 | Millwall F.C. | 1–0    | Southend United F.C. | London                                                                 |  |
| 19:45               | Mahlon Romeo  | Report |                      | Sân vận động: The Den Lượng khán giả: 4,502 Trọng tài: James Linington |  |

| 4 tháng 11 năm 2016 | Eastleigh F.C. | 1–1    | Swindon Town (3)    | Eastleigh                                                                |  |
| 19:55               | Mandron 64'    | Report | Doughty 69' (ph.đ.) | Sân vận động: Ten Acres Lượng khán giả: 3,312 Trọng tài: Oliver Langford |  |

| 15 tháng 11 năm 2016 đấu lại | Swindon Town (3) | 1–3    | Eastleigh F.C.                               | Swindon                                                                      |  |
| 19:45                        | Delfouneso 79'   | Report | Reason 16' · Drury 35' · Mandron 74' (ph.đ.) | Sân vận động: County Ground Lượng khán giả: 4,321 Trọng tài: Chris Sarginson |  |

| 5 tháng 11 năm 2016 | Merstham F.C. | 0–5    | Oxford United F.C.                                            | Merstham                                                                    |  |
| 12:30               |               | Report | MacDonald 12' · Ruffels 45' · Hemmings 62', 90' · Roberts 63' | Sân vận động: Moatside Stadium Lượng khán giả: 1,920 Trọng tài: John Brooks |  |

| 5 tháng 11 năm 2016 | Dagenham & Redbridge F.C. | 0–0    | F.C. Halifax Town (6) | London                                                                 |  |
| 15:00               |                           | Report |                       | Sân vận động: Victoria Road Lượng khán giả: 1,387 Trọng tài: Neil Hair |  |

| 15 tháng 11 năm 2016 đấu lại | F.C. Halifax Town (6)   | 2–1    | Dagenham & Redbridge (5) | Halifax                                                                |  |
| 19:45                        | Denton 35' · Kosylo 90' | Report | Whitely 73'              | Sân vận động: The Shay Lượng khán giả: 1,465 Trọng tài: Thomas Bramall |  |

| 5 tháng 11 năm 2016 | Yeovil Town (4)      | 2–2    | Solihull Moors (5) | Yeovil                                                               |  |
| 15:00               | Hedges 8' · Khan 52' | Report | Byrne 57', 63'     | Sân vận động: Huish Park Lượng khán giả: 2,118 Trọng tài: David Rock |  |

| 15 tháng 11 năm 2016 đấu lại           | Solihull Moors F.C. | 1–1 (s.h.p.) (4–2 p)            | Yeovil Town (4) | Solihull                                                                |  |
| 19:45                                  | Asante 99' (ph.đ.)  | Report                          | Zoko 93'        | Sân vận động: Damson Park Lượng khán giả: 1,460 Trọng tài: Carl Boyeson |  |
|                                        |                     | Loạt sút luân lưu               |                 |                                                                         |  |
| Byrne · Jones · Gough · Sterling-James |                     | Dickson · Dawson · Eaves · Zoko |                 |                                                                         |  |

| 5 tháng 11 năm 2016 | Stockport County (6) | 2−4    | Woking (5)                                | Stockport                                                                  |  |
| 15:00               | Ball 9', 45'         | Report | Jones 18' · Ugwu 32', 59' · Saraiva 90+2' | Sân vận động: Edgeley Park Lượng khán giả: 4,025 Trọng tài: Thomas Bramall |  |

| 5 tháng 11 năm 2016 | Dartford (6)                                     | 3–6    | Sutton United F.C.                                   | Dartford                                                                |  |
| 15:00               | Bradbrook 5', 17' (ph.đ.) · Ofori-Acheampong 51' | Report | Biamou 1', 23' · Deacon 15', 71' · Stearn 58', 90+4' | Sân vận động: Princes Park Lượng khán giả: 1,689 Trọng tài: Sam Allison |  |

| 5 tháng 11 năm 2016 | Walsall (3) | 0−1    | Macclesfield Town (5) | Walsall                                                                      |  |
| 15:00               |             | Report | McCombe 23'           | Sân vận động: Bescot Stadium Lượng khán giả: 2,334 Trọng tài: Brett Huxtable |  |

| 5 tháng 11 năm 2016 | Port Vale F.C. | 1–0    | Stevenage F.C. | Stoke-on-Trent                                                        |  |
| 15:00               | Streete 38'    | Report |                | Sân vận động: Vale Park Lượng khán giả: 3,093 Trọng tài: Mark Haywood |  |

| 5 tháng 11 năm 2016 | Northampton Town (3)                                                      | 6−0    | Harrow Borough (7) | Northampton                                                                 |  |
| 15:00               | Anderson 6' · Richards 11', 54' · O'Toole 70' · Taylor 82' · Hooper 90+2' | Report |                    | Sân vận động: Sixfields Stadium Lượng khán giả: 3,406 Trọng tài: Ross Joyce |  |

| 5 tháng 11 năm 2016 | Cambridge United (4) | 1–1    | Dover Athletic (5) | Cambridge                                                                  |  |
| 15:00               | Mingoia 38'          | Report | Miller 82'         | Sân vận động: Abbey Stadium Lượng khán giả: 2,620 Trọng tài: Nick Kinseley |  |

| 17 tháng 11 năm 2016 Đá lại | Dover Athletic (5)       | 2–4 (s.h.p.) | Cambridge United (4)                                        | Dover                                                                                     |  |
| 19:45                       | Miller 70' · Thomas 102' | Report       | Roberts 90+2' · Legge 110' · Elito 118' · Williamson 120+1' | Sân vận động: Crabble Athletic Ground Lượng khán giả: 1.158 Trọng tài: Charles Breakspear |  |

| 5 tháng 11 năm 2016 | Westfields (9)   | 1–1    | Curzon Ashton (6) | Hereford                                                             |  |
| 15:00               | Jones 9' (ph.đ.) | Report | Morgan 81'        | Sân vận động: allpay.park Lượng khán giả: 1.178 Trọng tài: Tom Nield |  |

| 14 tháng 11 năm 2016 Đá lại | Curzon Ashton (6)             | 3–1    | Westfields (9) | Ashton-under-Lyne                                                                 |  |
| 19:45                       | Morgan 23', 34' · Cummins 70' | Report | Harrhy 90+3'   | Sân vận động: Tameside Stadium Lượng khán giả: 1.075 Trọng tài: Anthony Backhouse |  |

| 5 tháng 11 năm 2016 | Milton Keynes Dons (3)                    | 3–2    | Spennymoor Town (7)    | Milton Keynes                                                                    |  |
| 15:00               | Reeves 8' · Thomas-Asante 12' · Agard 14' | Report | Tait 19' · Johnson 84' | Sân vận động: Stadium mk Lượng khán giả: 4,099 Trọng tài: Constantine Hatzidakis |  |

| 5 tháng 11 năm 2016 | Gillingham (3)  | 2–2    | Brackley Town (6)       | Gillingham                                                                        |  |
| 15:00               | Nouble 28', 45' | Report | Gudger 13' · Armson 27' | Sân vận động: Priestfield Stadium Lượng khán giả: 2,410 Trọng tài: Brendan Malone |  |

| 16 Tháng 11, 2016 đấu lại | Brackley Town (6)                         | 4–3 (s.h.p.) | Gillingham (3)                                  | Brackley                                                                   |  |
| 19:45                     | Armson 17', 26', 105' · Nelson 96' (l.n.) | Report       | Hessenthaler 36' · Wagstaff 67' · McDonald 113' | Sân vận động: St. James Park Lượng khán giả: 1,654 Trọng tài: Robert Jones |  |

| 5 tháng 11 năm 2016 | Portsmouth (4) | 1–2    | Wycombe Wanderers (4)          | Portsmouth                                                             |  |
| 15:00               | Evans 47'      | Report | Cowan-Hall 27' · Akinfenwa 84' | Sân vận động: Fratton Park Lượng khán giả: 8,130 Trọng tài: Gavin Ward |  |

| 5 tháng 11 năm 2016 | Bury (3)      | 2–2    | AFC Wimbledon (3)        | Bury                                                                    |  |
| 15:00               | Hope 27', 29' | Report | Taylor 61' · Elliott 67' | Sân vận động: Gigg Lane Lượng khán giả: 2,346 Trọng tài: Jeremy Simpson |  |

| 15 tháng 11 năm 2016 Đấu lại | AFC Wimbledon (3)                                           | 5–0    | Bury (3) | Kingston upon Thames                                                   |  |
| 19:45                        | Robinson 27' · Parrett 32' · Poleon 45+2', 72' · Taylor 80' | Report |          | Sân vận động: Kingsmeadow Lượng khán giả: 2,316 Trọng tài: John Brooks |  |

| 5 tháng 11 năm 2016 | Mansfield Town (4) | 1–2    | Plymouth Argyle (4) | Mansfield                                                                 |  |
| 15:00               | Hemmings 58'       | Report | Slew 14' · Fox 80'  | Sân vận động: Field Mill Lượng khán giả: 2,318 Trọng tài: Dean Whitestone |  |

| 5 tháng 11 năm 2016 | Braintree Town (5)                                                                     | 7−0    | Eastbourne Borough (6) | Braintree                                                               |  |
| 15:00               | Patterson 6' · Elokobi 11', 83' · Muldoon 21' · Barnard 68', 74' (ph.đ.) · Akinola 88' | Report |                        | Sân vận động: Cressing Road Lượng khán giả: 645 Trọng tài: Stephen Ross |  |

| 5 tháng 11 năm 2016 | Bolton Wanderers (3) | 1−0    | Grimsby Town (4) | Bolton                                                                      |  |
| 15:00               | Trotter 20'          | Report |                  | Sân vận động: Macron Stadium Lượng khán giả: 6,649 Trọng tài: Trevor Kettle |  |

| 5 tháng 11 năm 2016 | Bradford City (3)   | 1−2    | Accrington Stanley (4) | Bradford                                                                      |  |
| 15:00               | Conneely 72' (l.n.) | Report | Boco 30' · Clark 80'   | Sân vận động: Valley Parade Lượng khán giả: 4,985 Trọng tài: Graham Salisbury |  |

| 5 tháng 11 năm 2016 | Oldham Athletic (3)     | 2–1    | Doncaster Rovers (4)     | Oldham                                                                  |  |
| 15:00               | Flynn 45+1' · Mckay 53' | Report | Mandeville 90+4' (ph.đ.) | Sân vận động: Boundary Park Lượng khán giả: 2,984 Trọng tài: David Webb |  |

| 5 tháng 11 năm 2016 | Shrewsbury Town (3)                         | 3–0    | Barnet (4) | Shrewsbury                                                          |  |
| 15:00               | Sadler 27' · Leitch-Smith 32' · Grimmer 57' | Report |            | Sân vận động: New Meadow Lượng khán giả: 3,120 Trọng tài: Ben Toner |  |

| 5 Tháng 11, 2016 | Crawley Town (4) | 1–1    | Bristol Rovers (3) | Crawley                                                                          |  |
| 15:00            | Clifford 35'     | Report | Brown 15'          | Sân vận động: Broadfield Stadium Lượng khán giả: 2,281 Trọng tài: Darren Deadman |  |

| 15 tháng 11 năm 2016 Đấu lại | Bristol Rovers (3)                          | 4−2 (s.h.p.) | Crawley Town (4)            | Bristol                                                                   |  |
| 19:45                        | Taylor 34', 102' (ph.đ.) · Gaffney 52', 96' | Report       | Roberts 45+1' · Harrold 65' | Sân vận động: Memorial Stadium Lượng khán giả: 3,676 Trọng tài: Ben Toner |  |

| 5 tháng 11 năm 2016 | Whitehawk (6) | 1–1    | Stourbridge (7) | Brighton                                                                        |  |
| 15:00               | Southam 12'   | Report | Scarr 52'       | Sân vận động: The Enclosed Ground Lượng khán giả: 767 Trọng tài: Robert Whitton |  |

| ngày 14 tháng 11 năm 2016 Replay | Stourbridge (7)            | 3–0    | Whitehawk (6) | Amblecote                                                                             |  |
| 19:45                            | Lait 51' · Benbow 60', 76' | Report |               | Sân vận động: War Memorial Athletic Ground Lượng khán giả: 1,993 Trọng tài: Tom Nield |  |

| ngày 5 tháng 11 năm 2016 | Colchester United (4) | 1–2    | Chesterfield (3)       | Colchester                                                                              |  |
| 15:00                    | Fosu 46'              | Report | O'Shea 23' · Evans 50' | Sân vận động: Colchester Community Stadium Lượng khán giả: 1,840 Trọng tài: Lee Probert |  |

| ngày 5 tháng 11 năm 2016 | Lincoln City (5)        | 2–1    | Altrincham (6) | Lincoln                                                                   |  |
| 15:00                    | Raggett 21' · Power 59' | Report | Cyrus 75'      | Sân vận động: Sincil Bank Lượng khán giả: 3,529 Trọng tài: Steven Rushton |  |

| ngày 5 tháng 11 năm 2016 | Exeter City (4) | 1–3    | Luton Town (4)                            | Exeter                                                                  |  |
| 15:00                    | Reid 39'        | Report | Hylton 11' (ph.đ.), 86' (ph.đ.) · Rea 71' | Sân vận động: St James Park Lượng khán giả: 2,972 Trọng tài: John Busby |  |

| ngày 5 tháng 11 năm 2016 | Charlton Athletic (3)          | 3–1    | Scunthorpe United (3) | London                                                                    |  |
| 15:00                    | Lookman 34', 83' · Jackson 40' | Report | Hopper 52'            | Sân vận động: The Valley Lượng khán giả: 4,123 Trọng tài: Chris Sarginson |  |

| ngày 5 tháng 11 năm 2016 | Cheltenham Town (4) | 1–1    | Crewe Alexandra (4) | Cheltenham                                                                    |  |
| 15:00                    | Waters 58'          | Report | Jones 73'           | Sân vận động: Whaddon Road Lượng khán giả: 2,880 Trọng tài: Michael Salisbury |  |

| ngày 15 tháng 11 năm 2016 Replay | Crewe Alexandra (4) | 1–4    | Cheltenham Town (4)                               | Crewe                                                                      |  |
| 19:45                            | Lowe 64'            | Report | Pell 19' · Barthram 36' · Waters 52' · Holman 61' | Sân vận động: Gresty Road Lượng khán giả: 1,711 Trọng tài: Seb Stockbridge |  |

| ngày 5 tháng 11 năm 2016 | Peterborough United (3) | 2–1    | Chesham United (7) | Peterborough                                                               |  |
| 15:00                    | Coulthirst 40', 70'     | Report | Blake 80'          | Sân vận động: ABAX Stadium Lượng khán giả: 4,328 Trọng tài: Darren Handley |  |

| ngày 6 tháng 11 năm 2016 | Taunton Town (8)        | 2–2    | Barrow (5)                         | Taunton                                                                     |  |
| 14:00                    | Wright 14' · Villis 37' | Report | Harrison 35' (ph.đ.) · Bennett 43' | Sân vận động: Wordsworth Drive Lượng khán giả: 2,297 Trọng tài: Craig Hicks |  |

| ngày 15 tháng 11 năm 2016 Replay | Barrow (5)               | 2–1    | Taunton Town (8) | Barrow-in-Furness                                                       |  |
| 19:45                            | Williams 48' · Yates 75' | Report | Palmer 73'       | Sân vận động: Holker Street Lượng khán giả: 1,717 Trọng tài: Martin Coy |  |

| ngày 6 tháng 11 năm 2016 | Sheffield United (3)                                              | 6−0    | Leyton Orient (4) | Sheffield                                                                |  |
| 14:00                    | Basham 23' · Scougall 39' · Freeman 45' · Chapman 54', 69', 90+2' | Report |                   | Sân vận động: Bramall Lane Lượng khán giả: 6,099 Trọng tài: Nigel Miller |  |

| ngày 6 tháng 11 năm 2016 | Alfreton Town (6) | 1–1    | Newport County (4) | Alfreton                                                                           |  |
| 14:00                    | Kennedy 74'       | Report | Sheehan 65'        | Sân vận động: North Street stadium Lượng khán giả: 1,109 Trọng tài: Graham Horwood |  |

| ngày 15 tháng 11 năm 2016 Replay | Newport County (4)                                       | 4−1 (s.h.p.) | Alfreton Town (6) | Newport                                                                     |  |
| 19:45                            | Healey 68' · Green 97' · Sheehan 110' · Barnum-Bobb 117' | Report       | Priestley 74'     | Sân vận động: Rodney Parade Lượng khán giả: 1,189 Trọng tài: Brett Huxtable |  |

| ngày 6 tháng 11 năm 2016 | Maidstone United (5) | 1–1    | Rochdale (3) | Maidstone                                                                           |  |
| 14:00                    | Taylor 21' (ph.đ.)   | Report | Camps 90+4'  | Sân vận động: Gallagher Stadium Lượng khán giả: 2,227 Trọng tài: Charles Breakspear |  |

| ngày 15 tháng 11 năm 2016 Replay | Rochdale (3)            | 2–0    | Maidstone United (5) | Rochdale                                                                     |  |
| 19:45                            | Davies 14', 22' (ph.đ.) | Report |                      | Sân vận động: Spotland Stadium Lượng khán giả: 1,350 Trọng tài: Nigel Miller |  |

| ngày 6 tháng 11 năm 2016 | St Albans City (6)               | 3–5    | Carlisle United (4)                                              | St Albans                                                                 |  |
| 14:00                    | Morias 4', 65' · Theophanous 86' | Report | Grainger 20' (ph.đ.) · Kennedy 57' · Ibehre 71', 81' · Lambe 83' | Sân vận động: Clarence Park Lượng khán giả: 3,473 Trọng tài: Simon Hooper |  |

| ngày 6 tháng 11 năm 2016 | Boreham Wood (5)          | 2–2    | Notts County (4)  | Borehamwood                                                             |  |
| 14:00                    | Ferrier 31' · Balanta 50' | Report | Campbell 60', 83' | Sân vận động: Meadow Park Lượng khán giả: 1,201 Trọng tài: Mark Heywood |  |

| ngày 15 tháng 11 năm 2016 Replay | Notts County (4)          | 2–0    | Boreham Wood (5) | Nottingham                                                               |  |
| 19:45                            | Forte 24' · Collins 90+5' | Report |                  | Sân vận động: Meadow Lane Lượng khán giả: 1,762 Trọng tài: Richard Clark |  |

| ngày 6 tháng 11 năm 2016 | Hartlepool United (4)                           | 3–0    | Stamford (8) | Hartlepool                                                                     |  |
| 14:00                    | Deverdics 65' · Gordon 82' (l.n.) · Paynter 85' | Report |              | Sân vận động: Victoria Park Lượng khán giả: 2,461 Trọng tài: Anthony Backhouse |  |

| ngày 6 tháng 11 năm 2016 | Morecambe (4) | 1–1    | Coventry City (3) | Morecambe                                                              |  |
| 14:00                    | Winnard 59'   | Report | Sterry 72'        | Sân vận động: Globe Arena Lượng khán giả: 1,732 Trọng tài: Andy Haines |  |

| ngày 15 tháng 11 năm 2016 Replay | Coventry City (3) | 2–1    | Morecambe (4) | Coventry                                                                |  |
| 19:45                            | Sordell 39', 57'  | Report | Winnard 10'   | Sân vận động: Ricoh Arena Lượng khán giả: 2,175 Trọng tài: Mark Haywood |  |

| ngày 6 tháng 11 năm 2016 | Blackpool (4)        | 2–0    | Kidderminster Harriers (6) | Blackpool                                                                 |  |
| 14:00                    | Matt 27' · Potts 37' | Report |                            | Sân vận động: Bloomfield Road Lượng khán giả: 1,963 Trọng tài: Martin Coy |  |

| ngày 7 tháng 11 năm 2016 | Southport (5) | 0–0    | Fleetwood Town (3) | Southport                                                                 |  |
| 19:45                    |               | Report |                    | Sân vận động: Haig Avenue Lượng khán giả: 2,265 Trọng tài: Darren England |  |

| ngày 15 tháng 11 năm 2016 Replay | Fleetwood Town (3)                                 | 4–1 (s.h.p.) | Southport (5) | Fleetwood                                                                  |  |
| 19:45                            | Holloway 34' · Bolger 94' · Hunter 96' · Bell 101' | Report       | Grimes 87'    | Sân vận động: Highbury Stadium Lượng khán giả: 1,609 Trọng tài: David Webb |  |

## Vòng hai
| ngày 2 tháng 12 năm 2016 | Macclesfield Town (5) | 0–0    | Oxford United (3) | Macclesfield                                                             |  |
| 19:55                    |                       | Report |                   | Sân vận động: Moss Rose Lượng khán giả: 2,566 Trọng tài: Seb Stockbridge |  |

| ngày 13 tháng 12 năm 2016 Replay | Oxford United (3)                        | 3–0    | Macclesfield Town (5) | Oxford                                                                     |  |
| 19:45                            | Taylor 10' · Rothwell 47' · Hemmings 78' | Report |                       | Sân vận động: Kassam Stadium Lượng khán giả: 3,642 Trọng tài: Carl Boyeson |  |

| ngày 3 tháng 12 năm 2016 | Chesterfield (3) | 0–5    | Wycombe Wanderers (4)                           | Chesterfield                                                                    |  |
| 15:00                    |                  | Report | Hayes 21' · Kashket 24', 70', 77' · Stewart 74' | Sân vận động: Proact Stadium Lượng khán giả: 3,685 Trọng tài: Michael Salisbury |  |

| ngày 3 tháng 12 năm 2016 | Blackpool (4) | 1–0    | Brackley Town (6) | Blackpool                                                                 |  |
| 15:00                    | Matt 6'       | Report |                   | Sân vận động: Bloomfield Road Lượng khán giả: 1,764 Trọng tài: Ross Joyce |  |

| ngày 3 tháng 12 năm 2016 | Luton Town (4)                                                      | 6–2    | Solihull Moors (5) | Luton                                                                          |  |
| 15:00                    | Hylton 51' · Mullins 54' · O'Donnell 59', 89' · Marriott 63', 90+2' | Report | Osborne 5', 35'    | Sân vận động: Kenilworth Road Lượng khán giả: 3,512 Trọng tài: Chris Sarginson |  |

| ngày 3 tháng 12 năm 2016 | Sutton United (5)        | 2–1    | Cheltenham Town (4) | London                                                                        |  |
| 15:00                    | Tubbs 46' · Deacon 90+6' | Report | Wright 35'          | Sân vận động: Gander Green Lane Lượng khán giả: 2,224 Trọng tài: Robert Jones |  |

| ngày 3 tháng 12 năm 2016 | Shrewsbury Town (3) | 0–0    | Fleetwood Town (3) | Shrewsbury                                                              |  |
| 15:00                    |                     | Report |                    | Sân vận động: New Meadow Lượng khán giả: 2,886 Trọng tài: Trevor Kettle |  |

| ngày 13 tháng 12 năm 2016 Replay | Fleetwood Town (3)           | 3–2    | Shrewsbury Town (3)     | Fleetwood                                                                    |  |
| 19:45                            | Cole 63', 77' · Hunter 90+5' | Report | O'Brien 43' · Dodds 60' | Sân vận động: Highbury Stadium Lượng khán giả: 1,157 Trọng tài: Mark Heywood |  |

| ngày 3 tháng 12 năm 2016 | Charlton Athletic (3) | 0–0    | Milton Keynes Dons (3) | London                                                                   |  |
| 15:00                    |                       | Report |                        | Sân vận động: The Valley Lượng khán giả: 4,982 Trọng tài: Darren England |  |

| ngày 13 tháng 12 năm 2016 Replay | Milton Keynes Dons (3)                | 3–1 (s.h.p.) | Charlton Athletic (3) | Milton Keynes                                                          |  |
| 19:45                            | Powell 6' · Reeves 94' · Bowditch 97' | Report       | Chicksen 24'          | Sân vận động: Stadium mk Lượng khán giả: 3,655 Trọng tài: Robert Jones |  |

| ngày 3 tháng 12 năm 2016 | Plymouth Argyle (4) | 0–0    | Newport County (4) | Plymouth                                                             |  |
| 15:00                    |                     | Report |                    | Sân vận động: Home Park Lượng khán giả: 5,071 Trọng tài: John Brooks |  |

| ngày 21 tháng 12 năm 2016 Replay | Newport County (4) | 0–1 (s.h.p.) | Plymouth Argyle (4) | Newport                                                                      |  |
| 19:45                            |                    | Report       | Carey 113' (ph.đ.)  | Sân vận động: Rodney Parade Lượng khán giả: 5,121 Trọng tài: Dean Whitestone |  |

| ngày 3 tháng 12 năm 2016 | Carlisle United (4) | 0–2    | Rochdale (3)                    | Carlisle                                                                 |  |
| 15:00                    |                     | Report | Davies 48' · Mendez-Laing 90+3' | Sân vận động: Brunton Park Lượng khán giả: 4,426 Trọng tài: Mark Haywood |  |

| ngày 4 tháng 12 năm 2016 | Curzon Ashton (6)   | 3–4    | AFC Wimbledon (3)                             | Ashton-under-Lyne                                                            |  |
| 12:00                    | Morgan 1', 21', 62' | Report | Elliott 80', 90+4' · Poleon 81' · Barnett 82' | Sân vận động: Tameside Stadium Lượng khán giả: 1,731 Trọng tài: James Adcock |  |

| ngày 4 tháng 12 năm 2016 | Millwall (3)                                       | 5–2    | Braintree Town (5)     | London                                                                |  |
| 14:00                    | Smith 17', 21', 48' · Ferguson 25' · O'Brien 90+4' | Report | Cheek 16' · Midson 34' | Sân vận động: The Den Lượng khán giả: 3,345 Trọng tài: Darren Deadman |  |

| ngày 4 tháng 12 năm 2016 | Bolton Wanderers (3)               | 3–2    | Sheffield United (3)       | Bolton                                                                    |  |
| 14:00                    | Madine 44' · Ameobi 46' · Vela 84' | Report | Coutts 64' · O'Connell 86' | Sân vận động: Macron Stadium Lượng khán giả: 7,027 Trọng tài: Lee Probert |  |

| ngày 4 tháng 12 năm 2016 | Notts County (4)           | 2–2    | Peterborough United (3)         | Nottingham                                                           |  |
| 14:00                    | Campbell 42' · Laing 90+4' | Report | Da Silva Lopes 3' · Edwards 15' | Sân vận động: Meadow Lane Lượng khán giả: 3,940 Trọng tài: Ben Toner |  |

| ngày 20 tháng 12 năm 2016 Replay | Peterborough United (3) | 2–0    | Notts County (4) | Peterborough                                                               |  |
| 19:45                            | Edwards 2' · Taylor 8'  | Report |                  | Sân vận động: ABAX Stadium Lượng khán giả: 7,796 Trọng tài: Darren England |  |

| ngày 4 tháng 12 năm 2016 | Cambridge United (4)            | 4–0    | Coventry City (3) | Cambridge                                                                 |  |
| 14:00                    | Berry 7', 29' (ph.đ.), 38', 86' | Report |                   | Sân vận động: Abbey Stadium Lượng khán giả: 4,283 Trọng tài: Keith Stroud |  |

| ngày 4 tháng 12 năm 2016 | Bristol Rovers (3) | 1–2    | Barrow (5)        | Bristol                                                                         |  |
| 14:00                    | Gaffney 10'        | Report | Harrison 16', 61' | Sân vận động: Memorial Stadium Lượng khán giả: 4,570 Trọng tài: Dean Whitestone |  |

| ngày 4 tháng 12 năm 2016 | Woking (5) | 0–3    | Accrington Stanley (4)        | Woking                                                                         |  |
| 14:00                    |            | Report | Kee 34', 42' · O'Sullivan 61' | Sân vận động: Kingfield Stadium Lượng khán giả: 3,718 Trọng tài: Nick Kinseley |  |

| ngày 4 tháng 12 năm 2016 | Eastleigh (5)                 | 3–3    | F.C. Halifax Town (6)                  | Eastleigh                                                               |  |
| 14:00                    | Mandron 18', 90' · Wilson 74' | Report | Sinnott 62' · Garner 67' · Peniket 72' | Sân vận động: Ten Acres Lượng khán giả: 2,098 Trọng tài: Brendan Malone |  |

| ngày 13 tháng 12 năm 2016 Replay | F.C. Halifax Town (6) | 0–2    | Eastleigh (5)                      | Halifax                                                               |  |
| 19:45                            |                       | Report | Wilson 43' · Mandron 45+2' (ph.đ.) | Sân vận động: The Shay Lượng khán giả: 1,539 Trọng tài: Richard Clark |  |

| ngày 4 tháng 12 năm 2016 | Port Vale (3)                                                     | 4–0    | Hartlepool United (4) | Stoke-on-Trent                                                          |  |
| 15:00                    | Cicilia 12' · Carroll 14' (l.n.) · Jones 31' · Taylor 56' (ph.đ.) | Report |                       | Sân vận động: Vale Park Lượng khán giả: 3,514 Trọng tài: Darren Handley |  |

| ngày 5 tháng 12 năm 2016 | Lincoln City (5)                  | 3–2    | Oldham Athletic (3)    | Lincoln                                                               |  |
| 19:45                    | Robinson 22', 47' · Hawkridge 24' | Report | Clarke 70' · Mckay 73' | Sân vận động: Sincil Bank Lượng khán giả: 7,012 Trọng tài: Gavin Ward |  |

| ngày 13 tháng 12 năm 2016 | Stourbridge (7) | 1–0    | Northampton Town (3) | Stourbridge                                                                             |  |
| 19:45                     | Duggan 86'      | Report |                      | Sân vận động: War Memorial Athletic Ground Lượng khán giả: 2,520 Trọng tài: Andy Davies |  |

## Vòng ba
Có tất cả 64 đội bóng chơi ở vòng ba; 20 đội chiến thắng ở vòng hai, và 44 đội từ Premier League và EFL Championship được tham dự vòng này. Lễ bốc thâm được tổ chức vào ngày 5 tháng 12 năm 2016 tại BT Tower và truyền hình trực tiếp trên BT Sport và BBC Two. The matches were played across the weekend of 6–ngày 9 tháng 1 năm 2017.
| 6 tháng 1 năm 2017 | West Ham United (1) | 0–5    | Manchester City (1)                                                            | Stratford, London                                                             |  |
| 19:55 GMT          |                     | Report | Touré 33' (ph.đ.) · Nordtveit 41' (l.n.) · Silva 43' · Agüero 50' · Stones 84' | Sân vận động: London Stadium Lượng khán giả: 56,975 Trọng tài: Michael Oliver |  |

| 7 tháng 1 năm 2017 | Manchester United (1)                       | 4–0    | Reading (2) | Manchester                                                                  |  |
| 12:30 GMT          | Rooney 7' · Martial 15' · Rashford 75', 79' | Report |             | Sân vận động: Old Trafford Lượng khán giả: 74,396 Trọng tài: Andre Marriner |  |

| 7 tháng 1 năm 2017 | Ipswich Town (2)  | 2–2    | Lincoln City (5) | Ipswich                                                                  |  |
| 15:00 GMT          | Lawrence 12', 86' | Report | Robinson 7', 65' | Sân vận động: Portman Road Lượng khán giả: 16,027 Trọng tài: Lee Probert |  |

| 17 tháng 1 năm 2017 Replay | Lincoln City (5) | 1–0    | Ipswich Town (2) | Lincoln                                                              |  |
| 20:05 GMT                  | Arnold 90+1'     | Report |                  | Sân vận động: Sincil Bank Lượng khán giả: 9,054 Trọng tài: Ben Toner |  |

| 7 tháng 1 năm 2017 | Barrow (5) | 0–2    | Rochdale (3)       | Barrow-in-Furness                                                       |  |
| 15:00 GMT          |            | Report | Henderson 17', 62' | Sân vận động: Holker Street Lượng khán giả: 4,414 Trọng tài: David Webb |  |

| 7 tháng 1 năm 2017 | Hull City (1)               | 2–0    | Swansea City (1) | Kingston upon Hull                                                         |  |
| 15:00 GMT          | Hernández 78' · Tymon 90+3' | Report |                  | Sân vận động: KCOM Stadium Lượng khán giả: 6,608 Trọng tài: Anthony Taylor |  |

| 7 tháng 1 năm 2017 | Sunderland (1) | 0–0    | Burnley (1) | Sunderland                                                                      |  |
| 15:00 GMT          |                | Report |             | Sân vận động: Stadium of Light Lượng khán giả: 17,632 Trọng tài: Stuart Attwell |  |

| 17 tháng 1 năm 2017 Replay | Burnley (1)          | 2–0    | Sunderland (1) | Burnley                                                              |  |
| 19:45 GMT                  | Vokes 44' · Gray 83' | Report |                | Sân vận động: Turf Moor Lượng khán giả: 12,257 Trọng tài: Mike Jones |  |

| 7 tháng 1 năm 2017 | Queens Park Rangers (2) | 1–2    | Blackburn Rovers (2)         | Shepherd's Bush, London                                                 |  |
| 15:00 GMT          | Bidwell 61' (ph.đ.)     | Report | Lynch 8' (l.n.) · Feeney 58' | Sân vận động: Loftus Road Lượng khán giả: 7,482 Trọng tài: Simon Hooper |  |

| 7 tháng 1 năm 2017 | Millwall (3)                                | 3–0    | AFC Bournemouth (1) | Bermondsey, London                                                   |  |
| 15:00 GMT          | Morison 26' · Cummings 49' · Ferguson 90+3' | Report |                     | Sân vận động: The Den Lượng khán giả: 9,471 Trọng tài: Andrew Madley |  |

| 7 tháng 1 năm 2017 | Brighton & Hove Albion (2) | 2–0    | Milton Keynes Dons (3) | Falmer, Brighton and Hove                                                      |  |
| 15:00 GMT          | Kayal 9' · Hemed 72'       | Report |                        | Sân vận động: Falmer Stadium Lượng khán giả: 11,091 Trọng tài: James Linington |  |

| 7 tháng 1 năm 2017 | Blackpool (4) | 0–0    | Barnsley (2) | Blackpool                                                                      |  |
| 15:00 GMT          |               | Report |              | Sân vận động: Bloomfield Road Lượng khán giả: 4,875 Trọng tài: Chris Sarginson |  |

| 17 tháng 1 năm 2017 Replay | Barnsley (2)  | 1–2 (s.h.p.) | Blackpool (4)                    | Barnsley                                                          |  |
| 19:45 GMT                  | MacDonald 49' | Report       | Mellor 30' · Osayi-Samuel 120+1' | Sân vận động: Oakwell Lượng khán giả: 5,558 Trọng tài: Roger East |  |

| 7 tháng 1 năm 2017 | Wigan Athletic (2)          | 2–0    | Nottingham Forest (2) | Wigan                                                                     |  |
| 15:00 GMT          | Grigg 45+2' · Wildschut 57' | Report |                       | Sân vận động: DW Stadium Lượng khán giả: 5,163 Trọng tài: Oliver Langford |  |

| 7 tháng 1 năm 2017 | Birmingham City (2) | 1–1    | Newcastle United (2) | Birmingham                                                                |  |
| 15:00 GMT          | Jutkiewicz 42'      | Report | Murphy 5'            | Sân vận động: St Andrews Lượng khán giả: 13,171 Trọng tài: Neil Swarbrick |  |

| 18 tháng 1 năm 2017 Replay | Newcastle United (2)                     | 3–1    | Birmingham City (2) | Newcastle upon Tyne                                                        |  |
| 19:45 GMT                  | Ritchie 9' (ph.đ.), 90+2' · Gouffran 34' | Report | Cotterill 71'       | Sân vận động: St James' Park Lượng khán giả: 34,896 Trọng tài: Lee Probert |  |

| 7 tháng 1 năm 2017 | West Bromwich Albion (1) | 1–2    | Derby County (2)    | West Bromwich                                                               |  |
| 15:00 GMT          | Phillips 35'             | Report | Bent 51' · Ince 54' | Sân vận động: The Hawthorns Lượng khán giả: 25,288 Trọng tài: Jonathan Moss |  |

| 7 tháng 1 năm 2017 | Everton (1) | 1–2    | Leicester City (1) | Liverpool                                                                     |  |
| 15:00 GMT          | Lukaku 63'  | Report | Musa 66', 71'      | Sân vận động: Goodison Park Lượng khán giả: 35,493 Trọng tài: Martin Atkinson |  |

| 7 tháng 1 năm 2017 | Wycombe Wanderers (4)    | 2–1    | Stourbridge (7) | High Wycombe                                                             |  |
| 15:00 GMT          | Wood 47' · Akinfenwa 83' | Report | Scarr 70'       | Sân vận động: Adams Park Lượng khán giả: 6,312 Trọng tài: Darren England |  |

| 7 tháng 1 năm 2017 | Watford (1)                 | 2–0    | Burton Albion (2) | Watford                                                                 |  |
| 15:00 GMT          | Kabasele 21' · Sinclair 77' | Report |                   | Sân vận động: Vicarage Road Lượng khán giả: 13,270 Trọng tài: Lee Mason |  |

| 7 tháng 1 năm 2017 | Stoke City (1) | 0–2    | Wolverhampton Wanderers (2) | Stoke-on-Trent                                                            |  |
| 15:00 GMT          |                | Report | Costa 29' · Doherty 80'     | Sân vận động: bet365 Stadium Lượng khán giả: 21,479 Trọng tài: Mike Jones |  |

| 7 tháng 1 năm 2017 | Bristol City (2) | 0–0    | Fleetwood Town (3) | Bristol                                                                            |  |
| 15:00 GMT          |                  | Report |                    | Sân vận động: Ashton Gate Stadium Lượng khán giả: 10,301 Trọng tài: Stephen Martin |  |

| 17 tháng 1 năm 2017 Replay | Fleetwood Town (3) | 0–1    | Bristol City (2) | Fleetwood                                                                    |  |
| 19:45 GMT                  |                    | Report | Paterson 17'     | Sân vận động: Highbury Stadium Lượng khán giả: 2,115 Trọng tài: Carl Boyeson |  |

| 7 tháng 1 năm 2017 | Huddersfield Town (2)                  | 4–0    | Port Vale (3) | Huddersfield                                                                      |  |
| 15:00 GMT          | Payne 28', 84' · Palmer 73' · Bunn 80' | Report |               | Sân vận động: Kirklees Stadium Lượng khán giả: 11,715 Trọng tài: Geoff Eltringham |  |

| 7 tháng 1 năm 2017 | Brentford (2)                                                 | 5–1    | Eastleigh (5) | Brentford, London                                                        |  |
| 15:00 GMT          | Barbet 9' (ph.đ.) · Field 17', 38' · Vibe 23' · Sawyers 45+2' | Report | Obileye 29'   | Sân vận động: Griffin Park Lượng khán giả: 7,537 Trọng tài: Peter Bankes |  |

| 7 tháng 1 năm 2017 | Bolton Wanderers (3) | 0–0    | Crystal Palace (1) | Horwich, Bolton                                                           |  |
| 15:00 GMT          |                      | Report |                    | Sân vận động: Macron Stadium Lượng khán giả: 11,683 Trọng tài: Roger East |  |

| 17 tháng 1 năm 2017 Replay | Crystal Palace (1) | 2–1    | Bolton Wanderers (3) | South Norwood, London                                                       |  |
| 20:00 GMT                  | Benteke 68', 77'   | Report | Henry 48'            | Sân vận động: Selhurst Park Lượng khán giả: 7,149 Trọng tài: Stuart Attwell |  |

| 7 tháng 1 năm 2017 | Norwich City (2)                       | 2–2    | Southampton (1)            | Norwich                                                                    |  |
| 15:00 GMT          | Whittaker 52' (ph.đ.) · Naismith 90+2' | Report | van Dijk 38' · Yoshida 67' | Sân vận động: Carrow Road Lượng khán giả: 12,479 Trọng tài: Chris Kavanagh |  |

| 18 tháng 1 năm 2017 Replay | Southampton (1) | 1–0    | Norwich City (2) | Southampton                                                                     |  |
| 19:45 GMT                  | Long 90+2'      | Report |                  | Sân vận động: St Mary's Stadium Lượng khán giả: 13,517 Trọng tài: Jonathan Moss |  |

| 7 tháng 1 năm 2017 | Sutton United (5) | 0–0    | AFC Wimbledon (3) | Sutton, London                                                                |  |
| 15:00 GMT          |                   | Report |                   | Sân vận động: Gander Green Lane Lượng khán giả: 5,013 Trọng tài: Keith Stroud |  |

| 17 tháng 1 năm 2017 Replay | AFC Wimbledon (3) | 1–3    | Sutton United (5)                        | Kingston upon Thames, London                                               |  |
| 19:45 GMT                  | Elliott 10'       | Report | Deacon 75' · Biamou 90' · Fitchett 90+6' | Sân vận động: Kingsmeadow Lượng khán giả: 4,768 Trọng tài: Chris Sarginson |  |

| 7 tháng 1 năm 2017 | Accrington Stanley (4)         | 2–1    | Luton Town (4) | Accrington                                                                 |  |
| 15:00 GMT          | McConville 45+2' · Beckles 57' | Report | Gray 54'       | Sân vận động: Crown Ground Lượng khán giả: 1,717 Trọng tài: Darren Deadman |  |

| 7 tháng 1 năm 2017 | Rotherham United (2)   | 2–3    | Oxford United (3)                       | Rotherham                                                                   |  |
| 15:00 GMT          | Ward 51' · Adeyemi 90' | Report | Taylor 41' · Edwards 80' · Hemmings 88' | Sân vận động: New York Stadium Lượng khán giả: 5,618 Trọng tài: Darren Bond |  |

| 7 tháng 1 năm 2017 | Preston North End (2) | 1–2    | Arsenal (1)             | Preston                                                                |  |
| 17:30 GMT          | Robinson 7'           | Report | Ramsey 46' · Giroud 89' | Sân vận động: Deepdale Lượng khán giả: 22,185 Trọng tài: Robert Madley |  |

| 8 tháng 1 năm 2017 | Cardiff City (2) | 1–2    | Fulham (2)                   | Cardiff                                                                          |  |
| 11:30 GMT          | Pilkington 8'    | Report | Johansen 14' · Sessegnon 33' | Sân vận động: Cardiff City Stadium Lượng khán giả: 5,199 Trọng tài: Andy Woolmer |  |

| 8 tháng 1 năm 2017 | Liverpool (1) | 0–0    | Plymouth Argyle (4) | Liverpool                                                            |  |
| 13:30 GMT          |               | Report |                     | Sân vận động: Anfield Lượng khán giả: 52,692 Trọng tài: Paul Tierney |  |

| 18 tháng 1 năm 2017 Replay | Plymouth Argyle (4) | 0–1    | Liverpool (1) | Plymouth                                                               |  |
| 19:45 GMT                  |                     | Report | Lucas 18'     | Sân vận động: Home Park Lượng khán giả: 17,048 Trọng tài: Graham Scott |  |

| 8 tháng 1 năm 2017 | Chelsea (1)                                  | 4–1    | Peterborough United (3) | Fulham, London                                                               |  |
| 15:00 GMT          | Pedro 18', 75' · Batshuayi 43' · Willian 52' | Report | Nichols 70'             | Sân vận động: Stamford Bridge Lượng khán giả: 41,003 Trọng tài: Kevin Friend |  |

| 8 tháng 1 năm 2017 | Middlesbrough (1)                            | 3–0    | Sheffield Wednesday (2) | Middlesbrough                                                                 |  |
| 15:00 GMT          | Leadbitter 58' · Negredo 67' · de Roon 90+1' | Report |                         | Sân vận động: Riverside Stadium Lượng khán giả: 23,661 Trọng tài: David Coote |  |

| 8 tháng 1 năm 2017 | Tottenham Hotspur (1) | 2–0    | Aston Villa (2) | Tottenham, London                                                         |  |
| 16:00 GMT          | Davies 71' · Son 80'  | Report |                 | Sân vận động: White Hart Lane Lượng khán giả: 31,182 Trọng tài: Mike Dean |  |

| 9 tháng 1 năm 2017 | Cambridge United (4) | 1–2      | Leeds United (2)        | Cambridge                                                                 |  |
| 19:45 GMT          | Ikpeazu 25'          | Chi tiết | Dallas 56' · Mowatt 63' | Sân vận động: Abbey Stadium Lượng khán giả: 7,973 Trọng tài: Craig Pawson |  |

## Vòng bốn
| 27 tháng 1 năm 2017 | Derby County (2)      | 2–2    | Leicester City (1)          | Derby                                                                               |  |
| 19:55 GMT           | Bent 21' · Bryson 40' | Report | Bent 8' (l.n.) · Morgan 86' | Sân vận động: Pride Park Stadium Lượng khán giả: 25,079 Trọng tài: Mark Clattenburg |  |

| 8 tháng 2 năm 2017 Đá lại | Leicester City (1)               | 3–1 (s.h.p.) | Derby County (2) | Leicester                                                                     |  |
| 19:45 GMT                 | King 46' · Ndidi 94' · Gray 114' | Report       | Camara 61'       | Sân vận động: King Power Stadium Lượng khán giả: 31,648 Trọng tài: Mike Jones |  |

| 28 tháng 1 năm 2017 | Liverpool (1) | 1–2    | Wolverhampton Wanderers (2) | Liverpool                                                            |  |
| 12:30 GMT           | Origi 86'     | Report | Stearman 1' · Weimann 41'   | Sân vận động: Anfield Lượng khán giả: 52,469 Trọng tài: Craig Pawson |  |

| 28 tháng 1 năm 2017 | Tottenham Hotspur (1)                           | 4–3    | Wycombe Wanderers (4)                 | Tottenham, London                                                          |  |
| 15:00 GMT           | Son 60', 90+7' · Janssen 64' (ph.đ.) · Alli 89' | Report | Hayes 23', 36' (ph.đ.) · Thompson 83' | Sân vận động: White Hart Lane Lượng khán giả: 31,440 Trọng tài: Roger East |  |

| 28 tháng 1 năm 2017 | Oxford United (3)                        | 3–0    | Newcastle United (2) | Oxford                                                                     |  |
| 15:00 GMT           | Hemmings 46' · Nelson 79' · Martínez 87' | Report |                      | Sân vận động: Kassam Stadium Lượng khán giả: 11,810 Trọng tài: David Coote |  |

| 28 tháng 1 năm 2017 | Lincoln City (5)                                     | 3–1    | Brighton & Hove Albion (2) | Lincoln                                                                  |  |
| 15:00 GMT           | Power 57' (ph.đ.) · Tomori 62' (l.n.) · Robinson 85' | Report | Towell 24'                 | Sân vận động: Sincil Bank Lượng khán giả: 9,469 Trọng tài: Andrew Madley |  |

| 28 tháng 1 năm 2017 | Chelsea (1)                                                    | 4–0    | Brentford (2) | Fulham, London                                                                 |  |
| 15:00 GMT           | Willian 14' · Pedro 21' · Ivanović 69' · Batshuayi 81' (ph.đ.) | Report |               | Sân vận động: Stamford Bridge Lượng khán giả: 41,042 Trọng tài: Michael Oliver |  |

| 28 tháng 1 năm 2017 | Rochdale (3) | 0–4    | Huddersfield Town (2)                            | Rochdale                                                                |  |
| 15:00 GMT           |              | Report | Quaner 42' · Brown 66' (ph.đ.) · Hefele 72', 84' | Sân vận động: Spotland Lượng khán giả: 7,431 Trọng tài: Oliver Langford |  |

| 28 tháng 1 năm 2017 | Burnley (1)            | 2–0    | Bristol City (2) | Burnley                                                                  |  |
| 15:00 GMT           | Vokes 45' · Defour 68' | Report |                  | Sân vận động: Turf Moor Lượng khán giả: 14,921 Trọng tài: Andre Marriner |  |

| 28 tháng 1 năm 2017 | Blackburn Rovers (2)       | 2–0    | Blackpool (4) | Blackburn                                                              |  |
| 15:00 GMT           | Gallagher 9' · Bennett 22' | Report |               | Sân vận động: Ewood Park Lượng khán giả: 9,327 Trọng tài: Peter Bankes |  |

| 28 tháng 1 năm 2017 | Middlesbrough (1) | 1–0    | Accrington Stanley (4) | Middlesbrough                                                                    |  |
| 15:00 GMT           | Downing 69'       | Report |                        | Sân vận động: Riverside Stadium Lượng khán giả: 24,040 Trọng tài: Anthony Taylor |  |

| 28 tháng 1 năm 2017 | Crystal Palace (1) | 0–3    | Manchester City (1)                        | South Norwood, London                                                    |  |
| 15:00 GMT           |                    | Report | Sterling 43' · Sané 71' · Yaya Touré 90+3' | Sân vận động: Selhurst Park Lượng khán giả: 13,979 Trọng tài: Mike Jones |  |

| 28 tháng 1 năm 2017 | Southampton (1) | 0–5    | Arsenal (1)                              | Southampton                                                                    |  |
| 17:30 GMT           |                 | Report | Welbeck 15', 22' · Walcott 35', 69', 84' | Sân vận động: St Mary's Stadium Lượng khán giả: 31,288 Trọng tài: Kevin Friend |  |

| 29 tháng 1 năm 2017 | Millwall (3) | 1–0    | Watford (1) | Bermondsey, London                                                     |  |
| 12:00 GMT           | Morison 85'  | Report |             | Sân vận động: The Den Lượng khán giả: 9,772 Trọng tài: Martin Atkinson |  |

| 29 tháng 1 năm 2017 | Fulham (2)                                            | 4–1    | Hull City (1) | Fulham, London                                                              |  |
| 12:30 GMT           | Aluko 17' · Martin 54' · Sessegnon 66' · Johansen 78' | Report | Evandro 49'   | Sân vận động: Craven Cottage Lượng khán giả: 15,143 Trọng tài: Paul Tierney |  |

| 29 tháng 1 năm 2017 | Sutton United (5)   | 1–0    | Leeds United (2) | Sutton, London                                                                  |  |
| 14:00 GMT           | Collins 53' (ph.đ.) | Report |                  | Sân vận động: Gander Green Lane Lượng khán giả: 4,997 Trọng tài: Stuart Attwell |  |

| 29 tháng 1 năm 2017 | Manchester United (1)                                             | 4–0    | Wigan Athletic (2) | Manchester                                                                  |  |
| 16:00 GMT           | Fellaini 44' · Smalling 57' · Mkhitaryan 74' · Schweinsteiger 81' | Report |                    | Sân vận động: Old Trafford Lượng khán giả: 75,229 Trọng tài: Neil Swarbrick |  |

## Vòng năm
| 18 tháng 2 năm 2017 | Burnley (1) | 0–1      | Lincoln City (5) | Burnley                                                                |  |
| 12:30 GMT           |             | Chi tiết | Raggett 89'      | Sân vận động: Turf Moor Lượng khán giả: 19,185 Trọng tài: Graham Scott |  |

| 18 tháng 2 năm 2017 | Middlesbrough (1)                                 | 3–2    | Oxford United (3)          | Middlesbrough                                                                    |  |
| 15:00 GMT           | Leadbitter 26' (ph.đ.) · Gestede 34' · Stuani 86' | Report | Maguire 64' · Martínez 65' | Sân vận động: Riverside Stadium Lượng khán giả: 28,198 Trọng tài: Andre Marriner |  |

| 18 tháng 2 năm 2017 | Huddersfield Town (2) | 0–0    | Manchester City (1) | Huddersfield                                                                    |  |
| 15:00 GMT           |                       | Report |                     | Sân vận động: Kirklees Stadium Lượng khán giả: 24,129 Trọng tài: Anthony Taylor |  |

| 1 tháng 3 năm 2017 Replay | Manchester City (1)                                                 | 5–1    | Huddersfield Town (2) | Manchester                                                                              |  |
| 19:45 GMT                 | Sané 30' · Agüero 35' (ph.đ.), 73' · Zabaleta 38' · Iheanacho 90+1' | Report | Bunn 7'               | Sân vận động: City of Manchester Stadium Lượng khán giả: 42,425 Trọng tài: Paul Tierney |  |

| 18 tháng 2 năm 2017 | Millwall (3) | 1–0    | Leicester City (1) | Bermondsey, London                                                   |  |
| 15:00 GMT           | Cummings 90' | Report |                    | Sân vận động: The Den Lượng khán giả: 18,012 Trọng tài: Craig Pawson |  |

| 18 tháng 2 năm 2017 | Wolverhampton Wanderers (2) | 0–2    | Chelsea (1)           | Wolverhampton                                                                  |  |
| 17:30 GMT           |                             | Report | Pedro 65' · Costa 89' | Sân vận động: Molineux Stadium Lượng khán giả: 30,193 Trọng tài: Jonathan Moss |  |

| 19 tháng 2 năm 2017 | Fulham (2) | 0–3    | Tottenham Hotspur (1) | Fulham, London                                                               |  |
| 14:00 GMT           |            | Report | Kane 16', 51', 73'    | Sân vận động: Craven Cottage Lượng khán giả: 22,557 Trọng tài: Robert Madley |  |

| 19 tháng 2 năm 2017 | Blackburn Rovers (2) | 1–2    | Manchester United (1)          | Blackburn                                                                  |  |
| 16:15 GMT           | Graham 17'           | Report | Rashford 27' · Ibrahimović 75' | Sân vận động: Ewood Park Lượng khán giả: 23,130 Trọng tài: Martin Atkinson |  |

| 20 tháng 2 năm 2017 | Sutton United (5) | 0–2    | Arsenal (1)             | Sutton, London                                                                  |  |
| 19:55 GMT           |                   | Report | Pérez 26' · Walcott 55' | Sân vận động: Gander Green Lane Lượng khán giả: 5,013 Trọng tài: Michael Oliver |  |

## Tứ kết
Tất cả có 8 đội bóng tham gia tứ kết, sau khi vượt qua vòng năm. Bốc thăm được tổ chức vào ngày 19 tháng 2 năm 2017 tại Ewood Park, sân nhà của Blackburn Rovers F.C., ngay sau trận đấu Blackburn Rovers và Manchester United. Các trận đấu được dự kiến sẽ được thi đấu từ ngày 11 đến ngày 13 tháng 3 năm 2017.
FA đã chính thức đổi tên thành vòng "Quarter-Finals" (tứ kết), thay cho khái niệm "vòng sáu". Nghĩa là các trận đấu kết sẽ phải đi đến hiệp phụ và Sút luân lưu 11m ở giai đoạn này chứ không phải là đá lại, và trong thời giam hiệp phụ sẽ có quyền thay người. Vòng đấu có Lincoln City từ Hạng 5 là câu lạc bộ bán chuyên đầu tiên lọt vào tứ kết kể từ năm 1914.
| 11 tháng 3 năm 2017 | Middlesbrough (1) | 0–2    | Manchester City (1)   | Middlesbrough                                                               |  |
| 12:15 GMT           |                   | Report | Silva 3' · Agüero 67' | Sân vận động: Riverside Stadium Lượng khán giả: 32,228 Trọng tài: Mike Dean |  |

| 11 tháng 3 năm 2017 | Arsenal (1)                                                                  | 5–0    | Lincoln City (5) | Holloway, London                                                                |  |
| 17:30 GMT           | Walcott 45+1' · Giroud 53' · Waterfall 58' (l.n.) · Sánchez 72' · Ramsey 75' | Report |                  | Sân vận động: Emirates Stadium Lượng khán giả: 59,454 Trọng tài: Anthony Taylor |  |

| 12 tháng 3 năm 2017 | Tottenham Hotspur (1)                                      | 6–0    | Millwall (3) | Tottenham, London                                        |  |
| 14:00 GMT           | Eriksen 31' · Son 41', 54', 90+2' · Alli 72' · Janssen 79' | Report |              | Sân vận động: White Hart Lane Trọng tài: Martin Atkinson |  |

| 13 tháng 3 năm 2017 | Chelsea (1) | 1-0    | Manchester United (1) | Fulham, London                                          |  |
| 19:45 GMT           | Kanté 51'   | Report |                       | Sân vận động: Stamford Bridge Trọng tài: Michael Oliver |  |

## Bán kết
4 đội thắng ở tứ kết kết tham gia vòng bán kết progressed to the semi-finals. Lượt bốc thăm vòng bán kết diễn ra ở Stamford Bridge vào ngày 13 tháng 3 trong trận tứ kết giữa Chelsea và Manchester United. Trận bán kết sẽ chơi vào ngày 22 và ngày 23 tháng 4 tại Sân vận động Wembley

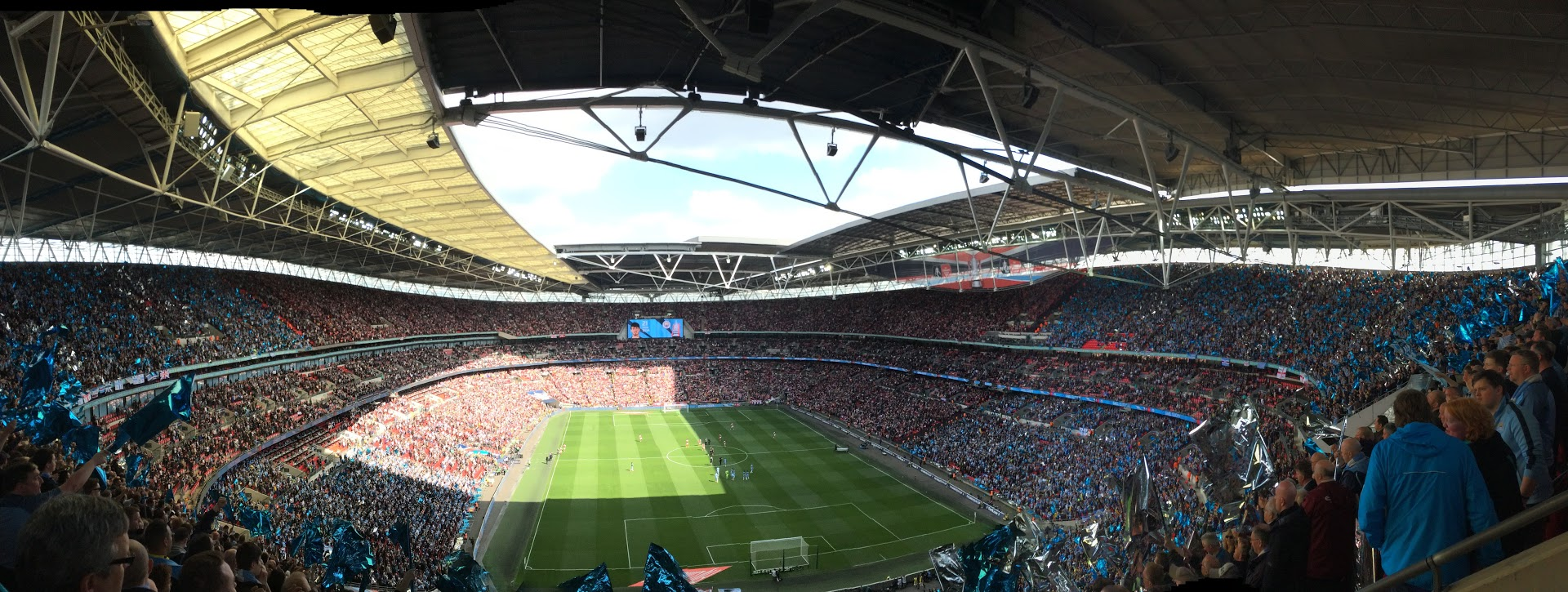
Một bức tranh toàn cảnh giữa Arsenal với Manchester City Bán Kết Cúp FA 2016/17 - Sân vận động Wembley

| Chelsea (1)                                      | 4–2      | Tottenham Hotspur (1) |
| ------------------------------------------------ | -------- | --------------------- |
| Willian 5', 43' (ph.đ.) · Hazard 75' · Matić 80' | Chi tiết | Kane 18' · Alli 52'   |

----
| Arsenal (1)             | 2-1 (s.h.p.) | Manchester City (1) |
| ----------------------- | ------------ | ------------------- |
| Nacho 72' · Alexis 101' | Chi tiết     | Aguero 62'          |

## Chung kết
Trận chung kết sẽ chơi vào ngày thứ bảy 27 tháng 5 năm 2017 tại Sân vận động Wembley.
| Arsenal (1)               | 2-1 | Chelsea (1) |
| ------------------------- | --- | ----------- |
| - Sanchez 4' - Ramsey 79' |     | - Costa 76' |

| Lần thứ |

## Cầu thủ ghi bàn hàng đầu
Đến ngày 16 tháng 3 năm 2017
| BXH | Cầu thủ        | Câu lạc bộ        | Số bàn thắng |
| --- | -------------- | ----------------- | ------------ |
| 1   | Adam Morgan    | Curzon Ashton     | 6            |
| 1   | Son Heung-min  | Tottenham Hotspur | 6            |
| 3   | Kane Hemmings  | Oxford United     | 5            |
| 3   | Mikael Mandron | Eastleigh         | 5            |
| 3   | Theo Robinson† | Lincoln City      | 5            |
| 3   | Theo Walcott   | Arsenal           | 5            |
| 7   | Sergio Agüero  | Manchester City   | 4            |
| 7   | James Armson   | Brackley Town     | 4            |
| 7   | Luke Berry     | Cambridge United  | 4            |
| 7   | Roarie Deacon  | Sutton United     | 4            |
| 7   | Tom Elliott    | AFC Wimbledon     | 4            |
| 7   | Harry Kane     | Tottenham Hotspur | 4            |
| 7   | Pedro          | Chelsea           | 4            |
| 7   | Willian        | Chelsea           | 4            |

Note: Cầu thủ và đội bọng bị đánh dấu in đậm là vẫn tiếp tục thi đấuare still active in the competition.
†Theo Robinson moved to Southend United during the January chuyển nhượng window with Lincoln vẫn thi đấu cup.